# Батил (Бояна)
 Тази статия е за българската крепост.  За средновековния войвода със същото име вижте Батил.  
Батил (крепост Бояна), позната и като Бойон или Боян е средновековната българска крепост на Бояна от времето на Първото и Второто български царства, останките от която се намират на около 1 км южно от Боянската църква в планината Витоша над днешния едноименен квартал на столицата.

## Характеристики и местоположение на фортификацията
Развалини от значителен средновековен неукрепен комплекс са намерени под крепостта непосредствено на югозапад от прочутата Боянска църква, на равнището „Царева ливада“ (старото и име е „Царево падало“). Както Славейков обяснява на Константин Иречек думата „падало“ означава резиденция – „конак, quartier“, а самия Иречек посочва: „Царево падало ми показаха селяните в Бояна при София под старата крепост. Думата падалище се среща и в старите грамоти“.
Местоположението на самата средновековна крепост на Бояна е на около 1 км над Боянската църква на самия връх Момина скала. Тя е с надморска височина 1087 m и GPS координати 42°38'17" С.Ш. и 23°15'25" И.Д. Крепостта е над левия бряг на Боянска река. Останките ѝ се намират вляво от пътеката от кв. „Бояна“ за връх Копитото, до тях се достига за около 40 минути планински преход от Боянската църква.
Официални археологически проучвания тук не са правени, има дълбоки над 1,2 м ями от набези на иманяри, които са успели да разровят натрошени парчета битова и строителна керамика. Тъй като никога не е извършвана реставрация и консервация на паметника, следите от крепостта, достигнали до наши дни, са незначителни.
Крепостта е разположена на равна или може би изравнена площадка. По размери е сравнително неголяма и вероятно е имала военно значение на стражево укрепление, охраняващо местността и като ловен замък. Останките от стените обикалят като каменни разсипвания и фрагменти цялата равна площ, но са трудно различими. Градището е във формата на неправилен четириъгълник. Различават се две стени – външната опасва цялата периферия на равната площ, откъдето надолу тръгват стръмни склонове, а другата е във вътрешността на крепостта и вероятно е образувала цитаделата – т.нар. пирг или „кула“. Различими са на места по вътрешната стена кръгли участъци – отбранителните кули на цитаделата. В този вътрешен район на крепостта са най-добре запазените части от каменната структура, които се издигат на 0,3 – 0,4 m. В средновековното укрепление са пръснати натрошени парчета битова керамика от гърнета и други глинени съдове и доста керемиди, които се срещат в много участъци на крепостта. В крепостта са открити средновековни пирони подобни на тези в Преслав.  Откриват се доста средновековни тухли, върху някои от които се е запазил типичният за българското средновековно строителство бял хоросан. Самите тухли обаче не се намират на всички места по крепостта, а само в определени части, където вероятно е имало не много големи сгради, сигурно с военно предназначение.
Това градище е част от отбранителната система от средновековни военни каменни фортификации, охранявала всички проходи и пътеки водещи към областния град Средец откъм юг и големия търговски и военен диагонален път през него свързващ Цариград с останалата част на Европа. Крепостта на Бояна е охранявала и наблюдавала периметъра, обхващащ подходите през северните склонове на Витоша, водещи към областния град, пътищата и плодородното поле от военни нашествия и враждебни набези и от разбойници. Тя има добра визуална връзка за димно-огневи сигнали както със съседната малка, вероятно ползвана и в средновековието, тракийска крепост на Бояна на „Сухи връх“ разположена недалеч от другата страна на Боянска река, така и с по-значителната крепост „Голямо градище“  издигала се на 1,81 km южно по права линия от центъра на кв. Драгалевци (драгалевския лифт минава точно през средата ѝ), а и с най-голямата в района тракийска и средновековна крепост „Калето“  намираща на 1,86 km югоизточно по права линия от центъра на кв. Драгалевци, с околните селища и манастири, сред които и царския Драгалевски манастир, и естествено с главния град Средец.

## История
Йоан Скилица споменава, че крепостта е завладяна след обсада през 1017 г. от византийска армия, командвана от Никифор Ксифия. Тя отново е посочена и описана от Кекавмен като здрава българска крепост при събитията в 1041 г. Така името на крепостта на Бояна Батил остава свързано с това на военачалника Бойко (Ботко, Боян, Батил) – исторически засвидетелстван от Кекавмен местен български войвода по време на цар Петър II Делян, сражавал се храбро, защитавайки София от похода на император Михаил IV Пафлагон и поредното покоряване на България от византийците в 1041 г., при който пада, и от тях е изклан Средец.
Първото масово нахлуване на печенеги е от 1026 – 1027 г., когато те опустошават темата България (западните български земи). В 1034 г. поредното им нашествие достига до Солун. Печенегите нахлуват отново в 1048 – 1049 г., но са разбити. Тогава за пръв път печенеги са заселени край Средец, Ниш и близкото до тях Овче поле в Македония. Това е печенежкото племе Чомпи. Те стават население с войнишки задължения. Крепостта на Бояна Батил и Средец, не е вероятно да са били встрани от тези събития. 
Предполага се, че по-късно крепостта има пряко отношение към комплекса на извънградската резиденция на управителя на Средецка област, една от най-значимите в Българското царство. Такъв е бил севастократор Александър брата на цар Иван Асен II, а по-късно и братовчедът на цар Константин Асен – севастократор Калоян, ктиторът издигнал разширението и изписал в 1259 г. знаменитата Боянска църква с прочутите ѝ проторенесансови стенописи. Тук са живели едни от най-видните аристократи на Втората българска държава. Бояна е била извънградската резиденция на севастократора единствената оцеляла до днес част от която е самата Боянска църква.
Народната памет свързва крепостта и името ѝ с битките срещу турците на цар Иван Шишман  и неговата смърт в боя, това вероятно е отглас от успешната отбрана на София срещу османците в 1349 г. и 1355 г. когато в ожесточените, победни за българската войска, битки разгърнали се в цяло софийско чак до крепостта Шишманово кале при Самоков загиват предводителите на българската войска, по-големи братя на Иван Шишман, синовете на цар Иван Александър – първо Иван Асен IV съцар на баща си, а в следващата кампания и брат му престолонаследника Михаил IV Асен , но на турците е нанесено такова тежко поражение, че за следващо нападение над София се осмеляват чак след 27 години в 1382 г., но и тогава българите успешно отблъскват азиатския нашественик и битките продължават цели 6 години докато с измама е отвлечен и убит от агаряните и командващия българските сили трети царски син и също съцар Иван Асен V, чак тогава, в 1388 г. след 39 години война турците успяват да вземат София.
В 1432 г. френският рицар Бернтрандон Де Ла Брокиер връщащ се от светите места минава през София и описва града, наречен от него „най-хубавият в цяла България, на име София“, той посочва, че градът е български и населението му само чака помощ отвън, за да въстане и да се освободи  и специално отбелязва крепостта на Бояна:
„Някога София ще да е бил много голям град, което личи по крепостната му стена (днес) разрушена до основи, но сега е изцяло разсипан. При него южно има една малка крепост, всред много хубава местност, близо сред планината“. 
Явно за разлика от града крепостта Бояна тогава още не е „разсипана“ и стои, докога е продължило това е трудно да се определи, но след 450 години Константин Иречек вече не я споменава.

## Хипотези и предания за произхода на името на крепостта
Най-разпространеното мнение свързва името на крепостта на Бояна с това на Бойко  (Ботко, Батил). Според друго виждане името Батил вероятно произхожда от женското име Патил. Трета версия е, че името Батил (Ботко) е възможно да е почетно прозвище подобно на Батбаян, Баторгана и т.н. за по-голям, по-старши, предводител, произхождащо от прабългарското „бат“ (дн. бълг. „бати“, „батко“, „батьо“; тюрк. „бай“, „бей“; рус. и укр. „батько“ – бащица) на местния болярин Боян (Баян) четвърто, всъщност варианти на предходните е, че Батил (Ботко) е собствено име от прабългарски произход, а дори има хипотеза от куманския или печенежкия му произход , но последната хипотеза трудно приемлива, защото името явно предхожда масовите заселвания на тези два народа на юг от Балкана документирани от 1049 г. насетне.
Местност Батил и махала Батковци има в землището на софийското село – Драговищица при Костинброд, от другата страна на София. Каква връзка е съществувала между Бояна и Драговищица, та и в двете селища да има местности с еднакво и рядко срещано неславянско име е трудно да се установи, но може да се предположи че тук са живели богомили, принадлежащи към Драговишката църква. Драговищица не е била обект на системни исторически проучвания и това съвпадение също е малко познато и неизследвано. Явно обаче, името Батил е озадачавало и озадачава мнозина учени. Можем само да предположим, че този Батил (Бойко, Ботко) вероятно така е впечатлил хората в онази епоха, та и в двете селища е обезсмъртено името му. Интересно е, че връзка между двете села се открива и в популярната в тукашните села легенда, с които боянчани и драговищенци обясняват произхода на имената на селищата си.
Преди много, много векове днешното Софийско поле било залято от водите на дълбоко езеро. На неговия южен бряг, в областта на нашата столица, управлявал богат, силен, но и строг владетел. Той имал три дъщери – Яна, Бояна и Драга. Когато дъщерите му поотраснали, владетелят решил да раздели между тях своите владения по бреговете на езерото. На Яна дал земя на източния бряг – там сега е село Яна. Бояна останала в крепостта на баща си – днешният квартал Бояна на столицата. Третата дъщеря Драга, заради грешната ѝ любов към един от слугите на владетеля, била изпратена на северния бряг в земите на днешна Драговищица. Дали от срам заради извършения грях, дали защото имала особен характер, но тя не общувала с местните хора, а живеела усамотено извън селото в землището на намиращия се наблизо манастир. Хората се плашели от нея и взели да ѝ викат Драга – вещицата. След време започнали да наричат с нейното име селото, до което тя се заселила, село – Драговищица.
Боянчани разказват същата легенда и обясняват името на своето село с името на третата – любимата дъщеря на владетеля – Бояна, която останала в крепостта на баща си. От манастира, до който се заселила Драга, днес са останали само името на местността и развалините на някогашна скромна черква. Същата легенда, но без историята за странностите на Драга имат и драгалевчани, като я посочват за основател на тяхното село, а бистричани я разказват като тях, но името на дъщерята основала стария манастир и тяхното село, известно също от времето на Второто Българско Царство, е не Драга, а Бистра.